# Elymus tenuis
Elymus tenuis là một loài thực vật có hoa trong họ Hòa thảo. Loài này được (Buch.) Á.Löve & Connor mô tả khoa học đầu tiên năm 1982.